# 三言
三言是明代小说家冯梦龙编纂的三部白話短篇小说集《喻世明言》、《警世通言》和《醒世恒言》的合称。常常与凌濛初的两部小说集“二拍”合称“三言二拍”。
“三言”每書收录四十卷小说，每卷一篇，總收小說一百二十篇。每一篇都是馮夢龍從大量古今通俗小說中“抽其可以嘉惠里耳者”，精選出來的題材。其中多為宋元明話本中藝術佳作，歷代為讀者稱譽。小說家凌濛初在其《拍案驚奇·序》中指出：“獨龍子猶氏所輯（喻世）等諸言，頗存雅道，時著良規，一破今時陋習。而宋元舊種，亦被搜括殆盡。肆中人見其行世頗捷，意余當別有秘本，圖出而衡之。不知一二遺者，皆其溝中之斷蕪，略不足陳已。”
三言原计划以《古今小说》为总书名，其第一部书《喻世明言》初版的天许斋刻本即名为《古今小说》，并在其扉页上的题识中说到“本斋购得古今名人演义一百二十种，现已三分之一为初刻云”，而且在目录之前也有“古今小说一刻”的字样，说明《古今小说》最初计划为几本小说集的总书名。但该书二刻、三刻出版时都有了各自名称《警世通言》和《醒世恒言》，而一刻《古今小说》再版时标题改为《喻世明言》，因此《古今小说》如今只是《喻世明言》的别称。
其後因為篇幅太大，有抱甕老人將三言二拍故事選編成《今古奇觀》。